# Бочатіно (Бокситогорський район)
Бочатіно (рос. Бочатино) — присілок Бокситогорського району Ленінградської області Росії. Входить до складу Анісімовського сільського поселення.
Населення — 4 особи (2007 рік).

## Населення
| 2007 | 2010 | 2017 |
| ---- | ---- | ---- |
| 4    | ↘3   | ↗10  |